# Кокоры (Пермский край)
Кокоры — деревня в Кунгурском муниципальном районе Пермского края России. Входит в состав Шадейского сельского поселения. Известна с 1904 года.

## География
Деревня находится в юго-восточной части края, на берегах реки Татарки, на расстоянии приблизительно 8 километров (по прямой) к западу от города Кунгура, административного центра района.
Климат
Климат характеризуется как умеренно континентальный, с продолжительной многоснежной холодной зимой и коротким умеренно тёплым летом. Среднегодовая температура воздуха — 1,3 °С. Средняя многолетняя температура самого холодного месяца (января) составляет −15,6 °С, температура самого тёплого (июля) — 17,8 °С. Продолжительность безморозного периода составляет 113 дней. Среднегодовое количество осадков — 539 мм. Снежный покров держится в среднем около 170—180 дней в году.

## Население
| 2010 |
| ---- |
| 167  |

Половой состав
По данным Всероссийской переписи населения 2010 года в половой структуре населения мужчины составляли 49,7 %, женщины — соответственно 50,3 %.
Национальный состав
Согласно результатам переписи 2002 года, в национальной структуре населения русские составляли 97 % из 183 чел.